# Rhabdomastix galactoptera
Rhabdomastix galactoptera är en tvåvingeart som först beskrevs av Ernst Evald Bergroth 1888.  Rhabdomastix galactoptera ingår i släktet Rhabdomastix och familjen småharkrankar. Inga underarter finns listade i Catalogue of Life.